# San Pedro y San Pablo Teposcolula
San Pedro y San Pablo Teposcolula är en kommun i Mexiko.   Den ligger i delstaten Oaxaca, i den sydöstra delen av landet, 280 km sydost om huvudstaden Mexico City.
Följande samhällen finns i San Pedro y San Pablo Teposcolula:
- Yodonocuito
- Yucuninde
- El Molino
- La Campana
- San Francisco de Asís